# Torre i Molí de l'Oli (Cervera del Maestrat)
La torre i el Molí d'oli de Cervera del Maestrat és un conjunt arquitectònic catalogat com Bé d'Interès Cultural amb codi identificatiu: 12.03.044-001, segons disposició del 28 de setembre de 2007; amb anotació ministerial nombre: R-I-51-0012166 i publicació en el BOE amb data 24 de gener de 2008.
El conjunt arquitectònic del Molí d'oli situat en el terme municipal de Cervera del Maestrat (Província de Castelló, Espanya) en el quilòmetre 14 de la carretera de Benicarló a Sant Mateu, es compon de dos edificis, una torre o casa agrícola, inici del conjunt, i el molí pròpiament dit.
La torre és de planta quadrangular, consta de tres plantes, En la planta baixa es disposen el vestíbul, l'escala i els dos aljubs als quals es té accés des de l'entresòl. La planta primera consta d'una sala principal i altres dues de menors dimensions. El paviment és ceràmic de finals del segle xvi o principis del xvii. La façana consta de portada de mig punt amb dovelles de carreu. En la planta principal hi ha dues finestres simètriques sobre les quals s'adverteixen les restes d'una lladronera. La coberta actual és a dues aigües amb teula àrab, les restes de "canecillos" remeten a una coberta anterior plana. En la part superior es conserva un rellotge de sol i una inscripció amb la data 1726, probablement d'una reforma.
El molí consta de dos elements principals, la sala de moles que comptava amb un molí i la sala de premses o de 'ginys' juntament amb altres secundàries. La sala de premses de planta rectangular dividida en dues per pilars de maçoneria, en aquesta nau es troben les dues premses. La premsa més antiga conserva la data de 1606. La nau de molins està dividida en dues parts mitjançant dos arcs rebaixats de carreu sobre pilars.
Altres elements que completen el molí amb la sala de les gerres, l'estable, una altra dependència utilitzada com a habitatge, i al nord la senia per a l'obtenció d'aigua que serveixi en el procés d'extracció de l'oli.
El complex, cedit a la Generalitat per un particular, va ser restaurat en 1986 seguint el projecte de l'equip d'arquitectes D. Jaime Prior i Llombart i D. Fernando Zaragoza Beltrán 